# Pálffy István (hadvezér)
Pálffy (II.) István (Pozsony, 1585. június – Bécs, 1646. május 29.) főúr, Pozsony vármegye örökös főispánja, a pozsonyi királyi vár főkapitánya, dunántúli főkapitány, koronaőr, II. Mátyás magyar király és II. Ferdinánd magyar király híve.

## Család származása
A neves Erdődi előnevet használó grófi és hercegi főnemesi család sarja. A család egyenes férfiágon a történelmi nevezetességű, már kihalt Hederváry nemzetség Kont nevű ágáról származik.
Apja Pálffy (II.) Miklós, anyja a Fugger család tagja, Fugger Mária.

## Élete
Mint elsőszülött fiú, apjától örökölte Pozsony vármegye örökös főispáni címét.
1608-tól 1625-ig a Szent Korona őre volt, azután, hogy a koronázási jelvények majd 75 éven keresztüli távolléte után 1608-ban II. Mátyást megkoronázták.
1626-ban először bányavidéki végvidéki majd a dunántúli országrész főkapitánya lett, majd császári-királyi kamarás és tanácsos.
Érdemeiért 1634-ben II. Ferdinánd királytól grófi rangot kapott.
1621. júliusában a Dévény és Zólyom közötti úton a Tátra hegységnél csatát vesztett Bethlen Gábor hadaival szemben. Elfogták, de így is ragaszkodott a király hűségéhez, és csak hatalmas váltságdíj fejében – 24 500 aranyforint – engedték szabadon.
1639-től lovas hadat gyűjtött és a császári hadseregben a magyar könnyű lovasság tábornoka lett.
Szoros kapcsolatot ápolt Pázmány Péterrel, híve volt az ellenreformációnak, ami azt jelentette, hogy nem riadt vissza az erőszakos eszközöktől sem a katolikus vallás terjesztésénél és a hívek visszahódításánál. A protestáns képviselők számtalan esetben az országgyűlésben sérelmezték agresszív intézkedéseit.
Egész életében a bécsi udvar rendíthetetlen híve volt.
Közben egészsége megromlott és a királynak saját kezűleg küldött kérelme alapján a bányavidéki végvárak főkapitányi tisztjéből felmentették.
Felesége gróf Puchhaim Éva-Zsuzsanna volt. Gyermekei (IV.) Miklós főajtónálló és Mária, aki gróf Erdődy Gábor felesége lett.
1646. május 29-én halt meg.